# Martinus Willem Beijerinck

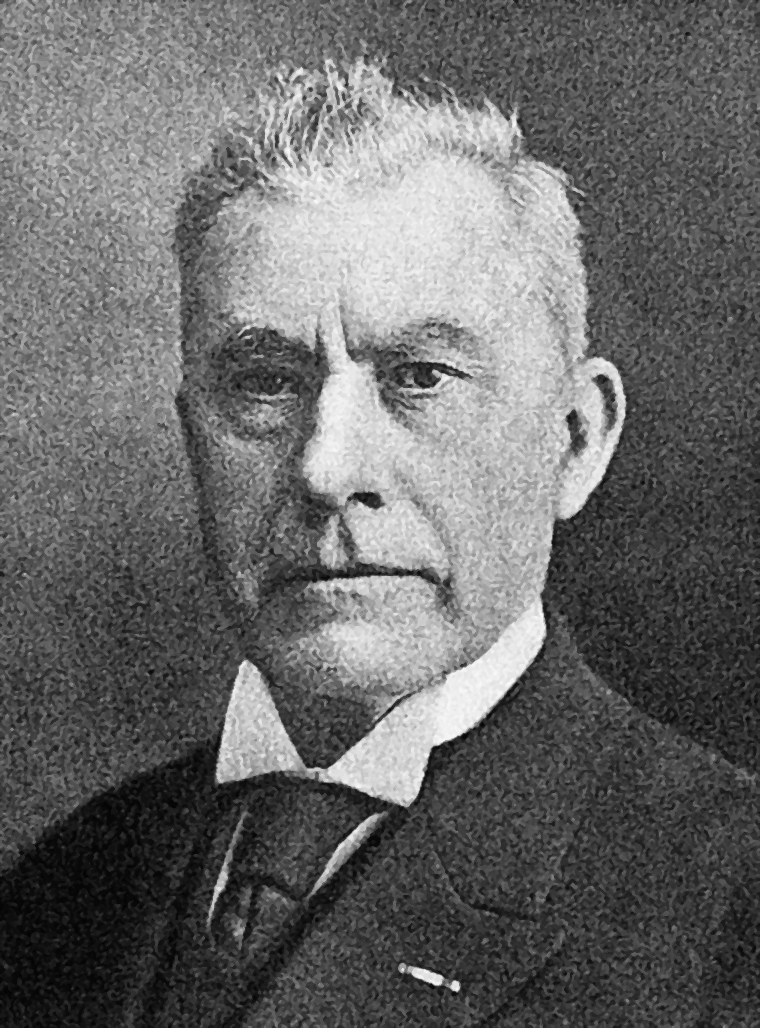
Martinus Willem Beijerinck

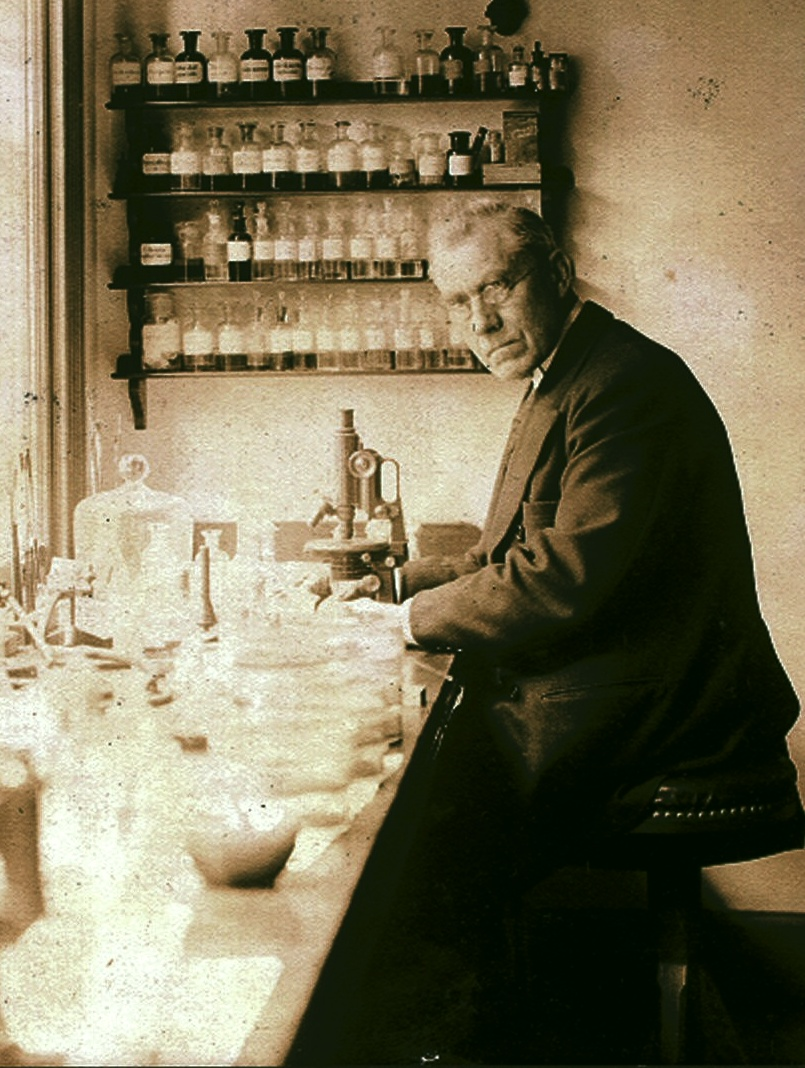
Beijerinck in seinem Labor 1921

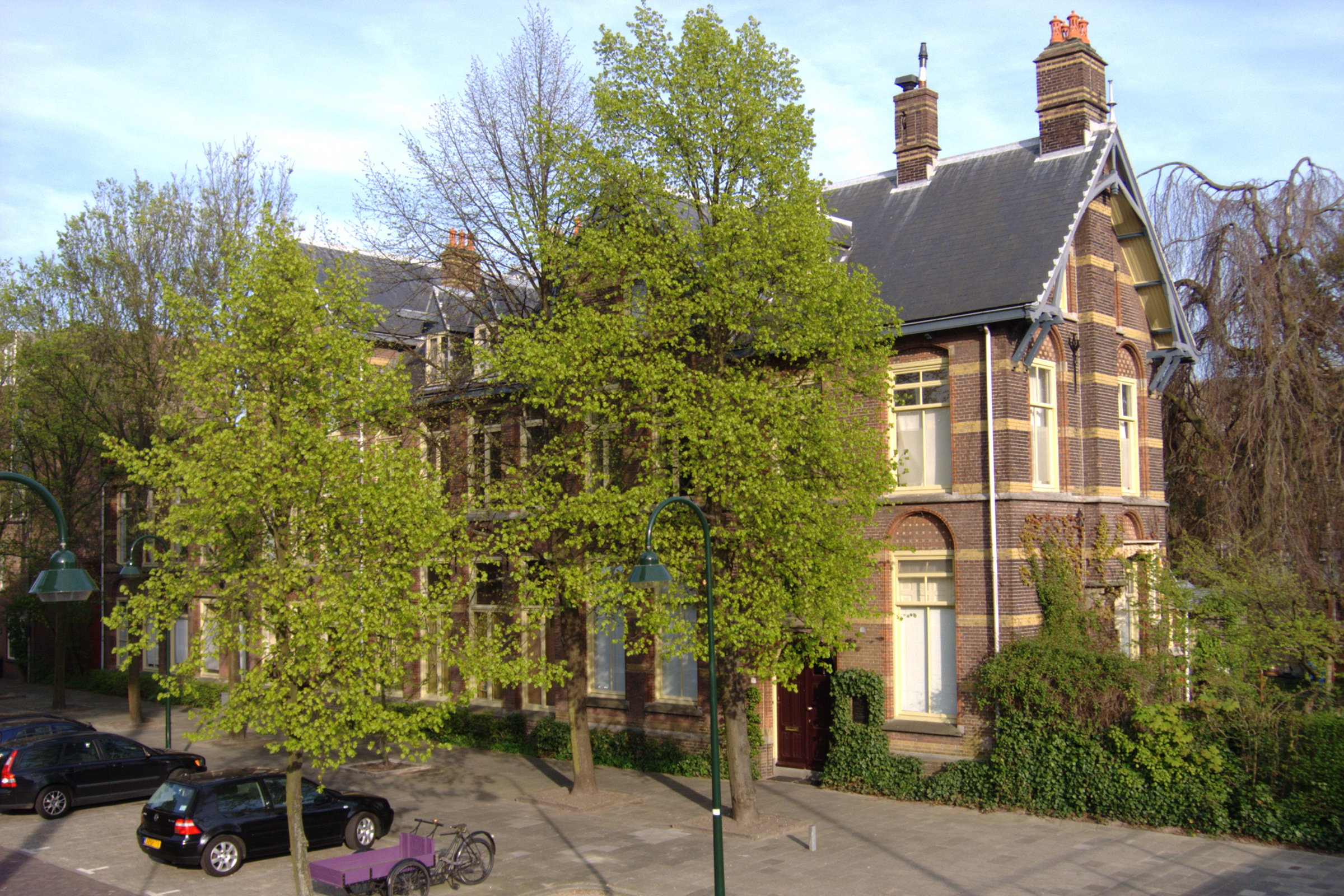
Das frühere Labor für Mikrobiologie der Technischen Universität Delft, in dem Beijerinck von 1897 bis 1921 arbeitete (Fotografie aus dem Jahr 2010)

Martinus Willem Beijerinck (* 16. März 1851 in Amsterdam; † 1. Januar 1931 in Gorssel) war ein niederländischer Mikrobiologe und in seinen späteren Jahren der erste Professor für Mikrobiologie an der Technischen Hochschule Delft. Sein offizielles botanisches Autorenkürzel lautet „Beij.“. Bakteriologen nennen ihn in einem Atemzug mit Louis Pasteur, obwohl er weniger bekannt war, weil er sich nicht mit menschlichen Krankheiten beschäftigte. Sein Name steht für herausragende Forschungen, die sich mit den Eigenschaften von Hefe, mit Stickstoffgewinnung, Alkoholproduktion und der Rolle von Milchsäurebakterien auseinandersetzten. Er gilt als einer der Pioniere und Mitbegründer der Virologie.

## Leben und Wirken
Beijerinck studierte zunächst Botanik und beschäftigte sich mit der Mikrobiologie von Pflanzen. Später spezialisierte er sich auf die Isolierung und Kultur von Mikroorganismen aus Umweltproben.
Seine wichtigsten Verdienste sind die Entwicklung der Anreicherungskultur für Mikroorganismen und des Viruskonzeptes. Er konnte als erster mit seinen Anreicherungskulturen gezielt eine Vielzahl an boden- und wasserlebenden Mikroorganismen isolieren und diese beschreiben.
1885 wurde er zum Direktor eines neu eingerichteten Labors der Nederlandsche Gist- & Spiritusfabriek NV in Delft ernannt. Daneben arbeitete er als Dozent an der Landwirtschaftlichen Hochschule in Wageningen und war ein Jahr zuvor in Amsterdam zum Mitglied der Königlichen Akademie der Wissenschaften gewählt worden.
1884 wurde er Mitglied der Königlich Niederländischen Akademie der Wissenschaften (KNAW). 1924 wurde er zum korrespondierenden Mitglied der Russischen Akademie der Wissenschaften gewählt. 1929 wurde er Ehrenmitglied dieser Akademie.
1898 arbeitete Beijerinck an der Tabakmosaikkrankheit und entdeckte die Ultrafiltrierbarkeit des Erregers. Dies hatte zuvor sowohl der Deutsche Adolf Mayer 1882, als auch der Russe Dimitri Iwanowski 1892 ebenfalls beschrieben. Der Erreger wurde später als Tabakmosaikvirus charakterisiert. Beijerinck nannte das Phänomen zunächst „contagium vivum fluidum“, weil er es als ein infektiöses Agens erkannte, das bakteriendichte Filter passieren konnte und zur Vermehrung lebende Pflanzenzellen benötigte. Er beschrieb damit die wichtigsten Grundsätze der modernen Virologie. Zudem isolierte er als erster das Bakterium Azotobacter chroococcum, welches in der Lage ist, molekularen Stickstoff zu fixieren.
1970 wurde der Mondkrater Beijerinck nach ihm benannt.